# Tripanossoma
Os tripanossomos (género Trypanosoma, filo Kinetoplastida, reino Protista) fazem parte do grupo dos protozoários e podem infectar insetos e vários mamíferos, incluindo o homem.

## Histórico
- Os tripanossomos parasitas de animais eram conhecidos desde 1841 através do trabalho de Gustav Valentin, professor da Universidade de Berna, que os encontrou em trutas.
- Em 1843, David Gray descreveu pela primeira vez um tripanossomo descoberto em sangue de rã o T. sanguinis.
- Em 1880, Griffith Evans descobriu o T. evans, agente da doença fatal que acometia cavalos e camelos conhecida como "surra".
- Entre 1895 e 1896, David Bruce verificou que os tripanossomos T. rucei eram agentes da doença conhecida como "magana", uma doença que afeta equídeos e outros animais.
- No início do século XX, é descoberto o T. brucei gambiense, causador da tripanossomíase africana ou doença do sono, que acomete a população africana.
- No Brasil Adolfo Lutz na década de 1890, quando em seus estudos sobre hematozoários observou a ocorrência desses protozoários em ratos e rãs.
- A doença que acomete cavalos (equídeos), conhecida como quebra-bundas ou mal-de-cadeiras tinha como causa um tripanossomo descoberto em1945
- por Miguel Emaciam. Neste mesmo ano, esta espécie é denominada T. equina por O. Vogues.
- Em 1908, Carlos Chagas encontra uma nova forma de tripanossomo ao analisar o sangue do sagui Callithrix penicilina, descrevendo-o como T. minassense.
- Outro tripanossomo de macaco sul-americano tinha sido descoberto por Herbert von Berenberg-Gossler enquanto procurava parasitos da malária no macaco amazônico Brachyurus calvos nome popular cacharão. A esta nova espécie, Berenger-Gosset denominou T. prowazeki em homenagem ao protozoologista tcheco Salinas von Provasse.
- Carlos Chagas pesquisava o inseto Triatoma infestam nome popular barbeiro e ao examinar esse inseto, Chagas encontrou numerosos protozoários flagelados. Chagas enviou esses insetos parasitados para serem analisados por Oswaldo Cruz o que o levou a descrevê-la como uma espécie nova, a qual Carlos Chagas denominou Trypanosoma cruzi em homenagem ao seu colega Oswaldo Cruz.
- Em 17 de dezembro de 1908, logo após a publicação no Brasil-Médico, as novas espécies de tripanossomos descritas por Chagas foram enviadas para o Archiv für Schiffs- und Tropen-Hygiene, tendo sido publicadas no primeiro número de 1909.
- Em 1909 o pesquisador alemão Friedrich Klein e publicou o desenvolvimento do T. brucei gambiense, o agente da tripanossomíase humana africana na mosca, provando que o parasito estava presente nas moscas glossinas por um período mínimo antes de causar infecção. Kleine mostrou ainda que somente as formas metacíclicas nas glândulas salivares do inseto eram infecciosas.
- Logo após o trabalho de Kleine, Carlos Chagas vai identificar no mesmo local (Lassance) onde encontrou os percevejos infectados, uma jovem infectada por T. cruzi e assim comprovar a patogenicidade do protozoário por ele descoberto no percevejo, em sua busca por parasitas em animais selvagens levou-o eventualmente à descoberta de um outro novo tripanossomo T. minasense em uma espécie endêmica de símio sul-americano e patogênica para o homem também.[1]

## Diversas espécies de tripanossomas
- T. ambystomae, afeta os anfíbios
- T. antiquus, espécie extinta
- T. avium
- T. boissoni
- T. brucei
- T. cruzi, principal espécie sul-americana, que causa a tripanosomíase americana também chamada doença de Chagas
- T. congolense
- T. equinum
- T. equiperdum
- T. evansi
- T. everetti, afeta as aves
- T. hosei, afeta os anfíbios
- T. irwini, afeta os coalas
- T. lewisi, afeta os ratos
- T. melophagium
- T. paddae, afeta as aves
- T. parroti, afeta os anfíbios
- T. percae
- T. rangeli
- T. rotatorium, afeta os anfíbios
- T. rugosae, afeta os anfíbios
- T. sergenti, afeta os anfíbios
- T. simiae,
- T. sinipercae, afeta os peixes
- T. suis
- T. theileri
- T. triglae
- T. vivax, também infecta gado bovino no Brasil[2]